# Erardo Cristoforo Rautenberg

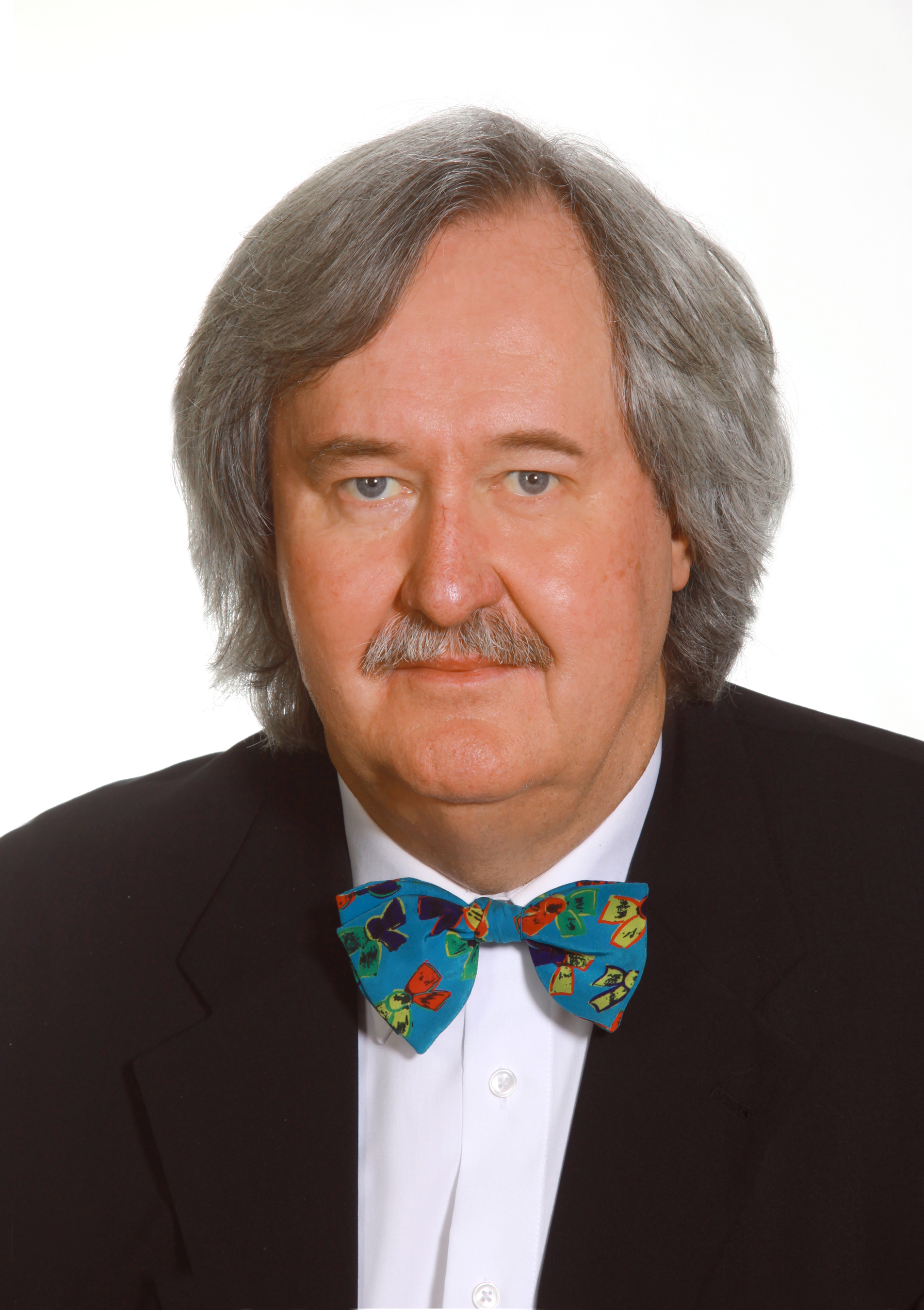
Erardo Rautenberg (2016)

Erardo Cristoforo Rautenberg (* 10. März 1953 als Erhard-Christoph Rautenberg in Comodoro Rivadavia, Argentinien; † 17. Juli 2018 in Brandenburg an der Havel) war ein deutscher Jurist und Publizist. Er war Mitglied der SPD und von März 1996 bis März 2018 Generalstaatsanwalt des Landes Brandenburg.

## Herkunft
Rautenberg wurde im März 1953 als Sohn der deutschen Eheleute Wilfried und Ingeborg Rautenberg, damals Farmer auf der Estancia Bajo Grande im Departamento Deseado der südargentinischen Provinz Santa Cruz, geboren. Er besaß daher neben der deutschen auch die argentinische Staatsbürgerschaft. Die Eltern gaben Rautenberg den Namen Erhard-Christoph, den die argentinischen Beamten bei der Ausstellung der Geburtsurkunde allerdings nicht akzeptierten, weswegen es zur Eintragung von Erardo Cristoforo kam. Bis zur Ausstellung seines ersten Personalausweises wurde Rautenberg aber weiterhin mit dem ihm von seinen Eltern gegebenen Namen genannt.
Im August 1954 übersiedelte die Familie in die Bundesrepublik Deutschland nach Hohnstedt bei Northeim, dem Geburtsort seiner Eltern. Erardo Cristoforo wurde wegen einer häusliche Pflege erfordernden Erkrankung zunächst von seiner Mutter unterrichtet und besuchte erst ab April 1962 in der 3. Klasse die Schule. Sein Abitur legte er im Jahr 1972 am Gymnasium Corvinianum in Northeim ab. Sein Großvater väterlicherseits, Wilhelm Rautenberg, war Superintendent in Hohnstedt; dessen Frau Elisabeth Rautenberg führte ein Tagebuch über die letzten Tage des Zweiten Weltkrieges.

## Ausbildung und Beruf
Rautenberg studierte ab 1972 Rechtswissenschaften an der Universität Göttingen. Nach seinem ersten Staatsexamen im Jahr 1977 in Celle schloss sich ein Promotionsstudium in Göttingen an, wo er 1980 zum Dr. jur. promoviert wurde. Nach dem Referendariat und zweiten Staatsexamen in Hannover arbeitete Rautenberg in den Jahren 1982 bis 1987 als Staatsanwalt in Lübeck, anschließend bis 1990 als Wissenschaftlicher Mitarbeiter beim Generalbundesanwalt beim Bundesgerichtshof in Karlsruhe. Einer Abordnung im September 1990 zum Generalstaatsanwalt in Schleswig folgte dort im Januar 1991 die Beförderung zum Oberstaatsanwalt. Nach einer erneuten Abordnung im April 1991 zurück zum Generalbundesanwalt in Karlsruhe wurde er im Januar 1992 dorthin versetzt und zugleich zum Oberstaatsanwalt beim Bundesgerichtshof befördert. Der Juli 1992 brachte eine weitere Abordnung an die Staatsanwaltschaft Potsdam als Leiter der Schwerpunktabteilung für DDR-Bezirkskriminalität und -Justizunrecht. Im Dezember 1993 wurde er als Leitender Oberstaatsanwalt in das Land Brandenburg nach Neuruppin versetzt.
Zum 1. März 1996 beriefen Justizminister Hans-Otto Bräutigam und die Brandenburgische Landesregierung Erardo Rautenberg zum Generalstaatsanwalt des Bundeslandes. Seit April 2007 war er der dienstälteste Generalstaatsanwalt der Bundesrepublik Deutschland. Seine Behörde hat seit September 1993 ihren Sitz in Brandenburg an der Havel.
Sein besonderes Interesse galt den Beziehungen zu Polen und der Bekämpfung des Rechtsextremismus, was ihm Morddrohungen der Bands Landser und White Aryan Rebels einbrachte. In einem am 31. Juli 1996 im Tagesspiegel erschienenen, mit Frank Jansen geführten Interview forderte Rautenberg ein breites gesellschaftliches Bündnis gegen die „menschenverachtende rechte Gewalt“, das „nicht nur den sogenannten Durchschnittsbürger einbezieht, sondern vom stramm Konservativen bis zum autonomen Spektrum reicht“. Dies rief zum Teil scharfen Widerspruch hervor. So warf ihm Rolf Henrich vor, „über eine verschwindende Minderheit Jugendlicher und Heranwachsender und deren ‚gewalttätigen Rechtsextremismus‘ wie über eine soeben auferstandene SA“ geredet zu haben.
Mit seinem vom brandenburgischen „Aktionsbündnis gegen Gewalt, Rechtsextremismus und Fremdenfeindlichkeit“ herausgegebenen Essay über Schwarz-Rot-Gold unternahm er den Versuch, dem Nationalismus der Rechtsextremen einen Patriotismus der Demokraten entgegenzusetzen, was er mit der Forderung verknüpft hat, den letzten Sonntag im Monat Mai in Erinnerung an das Hambacher Fest von 1832 als „Geburtstag der Deutschen Demokratie“ zu begehen. Für seinen Dienstsitz schaffte Rautenberg 2009 eine Deutschlandflagge an, bei der der dritte Streifen aus Goldlurex besteht und damit der Hauptfahne des Hambacher Festes und deren Nachbildung im Plenarsaal des Deutschen Bundestags gleicht. Nunmehr unterstützte er den vom stellvertretenden Chefredakteur des Nachrichtenmagazins Der Spiegel – Dirk Kurbjuweit – unterbreiteten Vorschlag, in Berlin ein Denkmal für die Forty-Eighters zu errichten.
Aufgrund seiner Erfahrungen als „politischer Beamter“ bemühte er sich ab dem Jahr 2000 um Beseitigung dieses Status für Generalstaatsanwälte. Dem wurde in Brandenburg durch Inkrafttreten des novellierten Landesbeamtengesetzes am 9. April 2009 entsprochen; seit Januar 2010 verfügt kein deutscher Generalstaatsanwalt mehr über diesen Status. Im Dezember 2012 veröffentlichte er das Buch Die Geschichte der Staatsanwaltschaft in Deutschland bis zur Gegenwart. Ein Beitrag zur Beseitigung ihrer Abhängigkeit von der Regierung im Strafverfahren. Dabei handelt es sich um die Überarbeitung und Fortschreibung der 1932 erschienenen Dissertation des Referendars am Kammergericht Ernst Sigismund Carsten (1907–1984), Bruder von Francis L. Carsten, der 1936 vor der Verfolgung durch die Nationalsozialisten emigrierte und in den USA verstarb. Claus Roxin bezeichnete das Buch in seiner Rezension als „die umfang- und inhaltsreichste Darstellung der deutschen Staatsanwaltschaft, die wir besitzen“. Es sei, „was die Staatsanwaltschaft betrifft, ein Grundlagenwerk, das in die Hand jedes strafrechtlich Tätigen und Interessierten gehört“. Ende 2015 erschien die dritte Auflage.
Rautenberg war in den Jahren 2002 bis 2014 ständiger Mitarbeiter der Zeitschrift Goltdammer’s Archiv für Strafrecht, war einer der Herausgeber der Zeitschrift Neue Justiz und seit September 2013 Honorarprofessor an der Europa-Universität Viadrina in Frankfurt (Oder).
Am 31. März 2018 ging Rautenberg aus gesundheitlichen Gründen einige Monate vorfristig in den Ruhestand.

## Politik
Erardo Rautenberg war seit 1990 Mitglied der SPD.
Im August 2002 wandte sich Rautenberg gegen die vom brandenburgischen Innenministerium unter Minister Jörg Schönbohm vertretene Rechtsauffassung, dass das „Verbreiten von Kennzeichen verfassungswidriger Organisationen“ (§ 86a Abs. 1 StGB) und das Verbreiten von volksverhetzenden Tonträgern gemäß § 130 Abs. 2 StGB dann straflos sei, wenn dies im begrenzten Umfang geschehe, um so die Hintermänner des Vertriebssystems aufzudecken. Hintergrund war die Verhaftung eines V-Mannes des brandenburgischen Verfassungsschutzes, der CDs vertrieben hatte, auf denen die Tötung bestimmter Personen des öffentlichen Lebens, darunter auch Rautenbergs, besungen worden war. Das Landgericht Berlin verwarf die Rechtsansicht des brandenburgischen Innenministeriums, indem es den V-Mann im November 2002 zu einer Freiheitsstrafe verurteilte. Auf der Jahrestagung des Generalbundesanwaltes mit den deutschen Generalstaatsanwältinnen und Generalstaatsanwälten im November 2002 fand die Rechtsauffassung Rautenbergs ebenfalls Zustimmung. Auch das Landgericht Cottbus war dieser Auffassung, das schließlich der Einstellung des Verfahrens gegen den V-Mann-Führer des brandenburgischen Verfassungsschutzes wegen geringer Schuld in einem begründeten Beschluss zustimmte.
Im September 2011 kritisierte Rautenberg die geplante Bestellung des Regierungspräsidenten von Stuttgart, Johannes Schmalzl (FDP), zum Generalbundesanwalt in „einem ungewöhnlich scharfen Brief“ an die Bundesjustizministerin. Am Tag vor Schmalzls Bestellung durch den Bundesrat berichtete das Darmstädter Echo über eine beleidigende E-Mail, die Schmalzl daraufhin an Rautenberg geschickt hatte. Nach eigenen Angaben gab Rautenberg diese erst zur Veröffentlichung frei, nachdem er drei Tage vergeblich auf eine Entschuldigung Schmalzls für dessen emotionsgeladene Überreaktion gewartet habe. Der Inhalt der E-Mail bot Anlass für die SPD, die Unterstützung Schmalzls abzulehnen, worauf dieser seine Kandidatur zurückzog. In einer Publikation vom Dezember 2012 übte Rautenberg erneut Kritik an der Bundesjustizministerin: Auf den Antrag von Sabine Leutheusser-Schnarrenberger als Berichterstatterin hatte die Parlamentarische Versammlung des Europarates am 30. September 2009 einstimmig die Resolution Nr. 1685 verabschiedet, womit Deutschland aufgefordert wurde, die Möglichkeit abzuschaffen, dass die Justizminister der Staatsanwaltschaft Anweisungen in einzelnen Fällen geben. Rautenberg kritisierte, dass sie seit ihrer (erneuten) Ernennung zur Bundesjustizministerin – einen Monat später – keine Anstalten gemacht habe, die Umsetzung dieser Resolution als dafür zuständige Ministerin zu betreiben. In einem Beitrag für die Zeitschrift für Rechtspolitik kritisierte er 2016 erneut den Widerstand des Bundesjustizministeriums und der Mehrheit der Landesjustizministerien gegen die Realisierung des Europäischen Leitbilds einer weisungsunabhängigen Staatsanwaltschaft in Deutschland.
Im Februar 2014 sprach er sich in einem Gastbeitrag für das Nachrichtenmagazin Der Spiegel dafür aus, die politische Immunität der Bundestagsabgeordneten wie die der brandenburgischen Landtagsabgeordneten zu beschränken. Damit müssten beim Vollzug von richterlichen Durchsuchungsbeschlüssen betreffend Bundestagsabgeordnete von der Staatsanwaltschaft künftig keine Genehmigungen des Immunitätsausschusses mehr eingeholt werden, wodurch der Kreis der Mitwisser von der geplanten Durchsuchung klein gehalten werden könne. Im Unterschied zu Art. 46 GG sieht Art. 58 der brandenburgischen Landesverfassung keine grundsätzliche Immunität der Abgeordneten vor; diese ist vielmehr herzustellen, wenn durch eine Strafverfolgungsmaßnahme „die parlamentarische Arbeit beeinträchtigt wird“, was indes im Land Brandenburg noch nie der Fall war. Anlass für den Vorstoß Rautenbergs war die Affäre betreffend den ehemaligen Bundestagsabgeordneten Sebastian Edathy. Nach der Aufhebung der Immunität gegen den Bundestagsabgeordneten Volker Beck wegen eines Drogenfundes hatte sich der damalige Bundestagspräsident Norbert Lammert dieser Forderung angeschlossen.
In einem Gastbeitrag für die Thüringer Allgemeine vom 16. Januar 2015 begrüßte Rautenberg den Vorstoß des Thüringer Landtagspräsidenten Christian Carius (CDU), einen bundesweiten Gedenktag für die Opfer der SED-Diktatur einzuführen, und schlug hierfür den 17. Juni vor. Zwar wurde dies vom Bundespräsidenten nicht aufgegriffen, doch ein derartiger Gedenktag für Thüringen am 20. April 2016 vom Landtag bei nur einer Gegenstimme beschlossen.
Am 10. März 2017 wurde Rautenberg bei einer Gegenstimme und drei Enthaltungen als Nachfolger des zum Bundespräsidenten gewählten Frank-Walter Steinmeier zum SPD-Direktkandidaten des Wahlkreises 60 für die Bundestagswahl aufgestellt. Im Juni 2017 wurde bei ihm ein bösartiger Tumor entfernt, was eine anschließende Chemotherapie erforderlich werden ließ. Daher nahm Rautenberg auf ärztlichen Rat an dem laufenden Wahlkampf nicht mehr aktiv teil und verlor schließlich gegen seine Mitbewerberin von der CDU. Er erzielte aber für die SPD im Land Brandenburg das zweitbeste Ergebnis sowohl bei den Erststimmen mit 25,1 % als auch bei den Zweitstimmen mit 20,7 %.

## Privates, Gedenken
Rautenberg wurde im Jahr 1954 in Argentinien evangelisch getauft und 1968 in St. Nicolai (Alfeld) evangelisch-lutherisch konfirmiert.
Im Jahr 2006 heiratete er die Juristin Katrin Beck, damals Leiterin des Präsidialbüros und der Pressestelle des Landtags Brandenburg (bis 2014), die seinen Familiennamen annahm. Katrin Rautenberg war für die SPD von 2010 bis 2015 Stadtverordnete in Brandenburg an der Havel.
Im Juli 2018 starb Erardo Rautenberg im Alter von 65 Jahren an den Folgen einer Krebserkrankung. Ein Jahr nach seinem Tod gab es am 11. Juli 2019 im Brandenburger Paulikloster vor rund 150 Gästen eine Gedenkfeier für Rautenberg, bei der in Anwesenheit seiner Witwe Dietmar Woidke, Hans Otto Bräutigam, der Leitende Oberstaatsanwalt Eugen Larres und Justizminister Stefan Ludwig ehrende Worte sprachen.

## Engagement
- 1974 – Mitglied der E.T.A. Hoffmann-Gesellschaft e. V. in Bamberg
- 1983 – Mitglied im Deutschen Richterbund
- 1992 – Mitglied bei amnesty international
- 2000 – Mitglied im Externen Beirat für den brandenburgischen Justizvollzug
- 2000 – Mitglied im Fachbeirat zur Hilfe für Opfer von Menschenhandel im Land Brandenburg
- 2000 – Einzelmitglied im brandenburgischen Aktionsbündnis gegen Gewalt, Rechtsextremismus und Fremdenfeindlichkeit
- 2001 – Mitglied des Kuratoriums der Stiftung Begegnungsstätte Gollwitz
- 2006–2008 – Gründungsvorstand der Deutsch-Polnischen Wissenschaftsstiftung
- 2008–2011 – Mitglied des Vorstands der Scharwenka Stiftung in Bad Saarow
- 2009 – Mitglied im Fachbeirat ZDK Gesellschaft Demokratische Kultur

## Auszeichnungen
- 2005 – Verdienstorden der Republik Polen, Offizierskreuz
- 2009 – Hans-Gross-Preis des Landesverbands Brandenburg des Bundes Deutscher Kriminalbeamter
- 2018 – Bundesverdienstkreuz 1. Klasse

## Schriften (Auswahl)
- Verminderte Schuldfähigkeit. Ein besonderer fakultativer Strafmilderungsgrund?, Kriminalistik Verlag, Heidelberg 1984 (= Diss. Göttingen 1980)
- mit Martin Gschwind und Franz Petersohn: Die Beurteilung psychiatrischer Gutachten im Strafprozeß, Kohlhammer Verlag, Stuttgart 1982
- mit Martin Gschwind: Kriminalpsychopathologie, Springer Verlag, Berlin u. a. 1987
- Der Generalstaatsanwalt: Ein politischer Beamter?, Deutsche Richterzeitung (DRiZ) 2000, S. 141 ff.
- (Hrsg. mit Wolfgang Michalka, Konrad Vanja, unter Mitarbeit von Gerhard Weiduschat): Polenbegeisterung. Ein Beitrag im „Deutsch-Polnischen Jahr 2005/2006“ zur Wanderausstellung „Frühling im Herbst. Vom polnischen November zum Deutschen Mai. Das Europa der Nationen 1830–1832“. Kupfergraben Verlagsgesellschaft, Berlin 2005, ISBN 3-89181-075-X.
- Die Verfolgung rechtsextremistischer Straftaten im Land Brandenburg und deren mögliche Ursachen. In: Julius H. Schoeps u. a. (Hrsg.): Rechtsextremismus in Brandenburg. Handbuch für Analyse, Prävention und Intervention. Berlin 2007, S. 221 ff.
- Schwarz-Rot-Gold: Das Symbol für die nationale Identität der Deutschen! Potsdam 2008; www.bundesarchiv.de (Memento vom 23. Mai 2014 im Internet Archive; PDF)
- mit Ernst Sigismund Carsten (†): Die Geschichte der Staatsanwaltschaft in Deutschland bis zur Gegenwart. Ein Beitrag zur Beseitigung ihrer Weisungsabhängigkeit von der Regierung im Strafverfahren. 2. Auflage (Erstauflage 1932). Nomos Verlag, Baden-Baden 2012; 3. Auflagem 2015.
- Die Demontage des Generalstaatsanwalts Dr. Fritz Bauer. Nicht nur eine Kritik der Biographie von Ronen Steinke. In: Neue Justiz, Heft 9/2014, S. 369 ff., Digitalisat (PDF)
- Die Antwort von Ronen Steinke auf meine Besprechung seines Buches „Fritz Bauer oder Auschwitz vor Gericht“: Eine Replik. In: Forschungsjournal Soziale Bewegungen, Heft 4/2015, S. 374 ff.
- Die Bedeutung des Generalstaatsanwalts Dr. Fritz Bauer für die Auseinandersetzung mit dem NS-Unrecht. In: Forschungsjournal Soziale Bewegungen, Heft 4/2015, S. 162 ff., Digitalisat
- Deutscher Widerstand gegen weisungsunabhängige Staatsanwaltschaft. In: Zeitschrift für Rechtspolitik, Heft 2/2016, S. 38 ff., Digitalisat (PDF)